# Leonardo Beltramo di Savona della Rovere

Stemma dei della Rovere

Leonardo Beltramo di Savona della Rovere (Albisola Superiore, XIV secolo – Savona, 1430 circa) è stato un politico italiano.

## Biografia
È considerato il capostipite della casata dei della Rovere. La nobiltà della famiglia venne fatta derivare dall'omonima casata torinese dei conti di Vinovo, a loro volta discendenti dal longobardo Ermondo governatore di Torino nel 700, adottandone lo stemma azzurro con la quercia dorata.
Di umili origini, visse a lungo ad Albisola. Nel 1391 giurò sudditanza ai genovesi e nel 1427 fu nel consiglio degli anziani di Savona.

## Discendenza
Leonardo sposò in prime nozze Luchina Monteleoni e in seconde nozze Selvaggia di Giuliano Valditaro.

Ebbe sei figli:
- Francesco (1414-1484), futuro papa Sisto IV
- Bartolomeo, padre di Leonardo della Rovere (1445-1475) Duca di Arce e Sora[3]
- Luchina, dal cui matrimonio con Giovanni Basso, derivò il ramo dei Basso della Rovere, estinto nel XVIII secolo
- Franchetta, che sposò Bartolomeo Armonio
- Pellina, dal cui matrimonio con Pietro Giuppo, derivò il ramo dei Giuppo della Rovere, estinto nel 1545
- Maria, sposò Giacomo Basso
- Raffaello (1423-1477), che sposò Teodora Manirola da cui ebbe, tra gli altri, Giuliano, il futuro papa Giulio II
- Bianca, che sposò Paolo Riario